# Aimé Lievens
Aimé Lievens (* 6. Oktober 1911 in Torhout; † 19. November 1976 in Menin) war ein belgischer Radrennfahrer.

## Sportliche Laufbahn
Lievens war im Straßenradsport aktiv. Von 1933 bis 1937 war er Unabhängiger und Berufsfahrer. Er gewann die Rennen Roubaix–Cassel–Roubaix, Tourcoing–Dunkerque–Tourcoing 1933, Brüssel–Verviers 1934 und Paris–Hénin Liétard 1935. Zweiter wurde Lievens bei Paris–Dünkirchen 1935 und im Circuit du Port de Dunkerque 1936. Auf den dritten Rang kam er 1933 beim Sieg von Edgard De Caluwé in der Flandern-Rundfahrt der Unabhängigen.
In den Rennen der Monumente des Radsports war der 5. Platz im Rennen Paris–Roubaix 1937 sein bestes Resultat.